# Lynn Compton
Pour les articles homonymes, voir Compton.
Lynn Compton dit Buck Compton (31 décembre 1921 à Los Angeles - 25 février 2012 à Burlington) est un officier de l'US Army et un vétéran de la Seconde Guerre mondiale. Durant ce conflit, il est affecté à la Easy Company du 506e régiment d'infanterie parachutée de la 101e division aéroportée avec laquelle il combat en France et en Belgique.
Après la guerre, il s'oriente d'abord vers une carrière policière en intégrant le Los Angeles Police Department puis judiciaire en devenant District Attorney du comté de Los Angeles. Parallèlement il garde une activité militaire en faisant partie de la réserve de l'US Air Force. Après sa retraite en 1990, il participe à des manifestations et des réunions liées à l'histoire de la Easy Company.

## Biographie

### Avant-guerre
Buck Compton naît à Los Angeles en Californie le 31 décembre 1921. Il effectue ses études supérieures à l'université de Californie et s'y distingue particulièrement dans le domaine sportif. Excellent joueur de baseball au poste de receveur, il a plusieurs fois été appelé pour faire partie des sélections Pacific-12 Conference et All-America. Coéquipier de Jackie Robinson dans l'équipe des Bruins, il a été inscrit au Hall of Fame de l'université. S'essayant également au football, il participe à la finale du Rose Bowl le 1er janvier 1943 contre les Bulldogs de la Géorgie.

### Seconde Guerre mondiale
Parallèlement à ses études, Compton participe au Reserve Officers Training Corps où il est formé par John K. Singlaub. Il s'engage dans l'armée en décembre 1943 et est envoyé en Angleterre où il est affecté à la Easy Company du 506e régiment d'infanterie parachutée peu de temps avant l'opération Overlord. Parachuté en Normandie avec la 101e division aéroportée, il participe sous les ordres de Dick Winters à l'assaut contre le manoir de Brécourt ce qui lui vaut d'être décoré de la Silver Star. En septembre 1944, il saute sur les Pays-Bas dans le cadre de l'opération Market Garden. Lors des combats de la Easy Company à Nuenen, il est touché par une balle qui lui transperce la fesse et part en convalescence. Il retrouve la compagnie en décembre alors que débute la bataille des Ardennes. Au milieu de l'hiver rigoureux, Buck Compton, troublé par les graves blessures de ses amis Bill Guarnere et Joe Toye et gravement handicapé par un sévère pied de tranchée, doit être évacué. Après plusieurs mois de soins et de convalescence, Buck Compton part en Autriche où la Easy Company attend paisiblement la démobilisation qui intervient en novembre 1945.

### Après-guerre
De retour aux États-Unis, Buck Compton refuse une offre pour jouer en ligue mineure de baseball et s'oriente vers une carrière judiciaire. Obtenant un diplôme de droit à la Loyola Law School de Los Angeles, il intègre le service de police de la ville et exerce comme inspecteur dans la division des cambriolages. Dans le même temps, il devient réserviste de l'US Air Force où, fort de son diplôme en droit, il sert dans l'AFOSI puis dans le Judge Advocate General's Corps. En 1951, il quitte le LAPD pour entrer au bureau du District Attorney dont il devient l'adjoint. Au cours de son mandat, c'est lui qui est chargé d'inculper Sirhan Sirhan pour le meurtre de Robert Kennedy en 1968,. Après avoir pris sa retraite de la réserve de l'armée en 1970 puis du bureau de l'Attorney en 1990, Buck Compton se retire dans l'état de Washington. Il écrit ses mémoires et continue de voir régulièrement ses camarades de la Easy Company. Il rencontre Stephen Ambrose pour la rédaction du livre Band of Brothers puis participe à la minisérie tirée de ce dernier. En décembre 2011, son 90e anniversaire est fêté en présence d'acteurs de la série dont Neal McDonough qui joue son rôle avec lequel il se lie d'amitié. Victime d'une crise cardiaque en janvier, Buck Compton meurt le 25 février 2012 à Burlington.

## Décorations
|                         |  |                                                     |
|                         |  |                                                     |
|                         |  | Arrowhead · Bronze star · Bronze star · Bronze star |
|                         |  |                                                     |
|                         |  |                                                     |
|                         |  |                                                     |
| Bronze oak leaf cluster |  |                                                     |

| Combat Infantryman Badge                             |                                |                                |                          |                          |                          |                                                                                                |                                                                                                |                                                                                                |
| Silver Star                                          | Silver Star                    | Silver Star                    | Bronze Star              | Bronze Star              | Bronze Star              | Purple Heart                                                                                   | Purple Heart                                                                                   | Purple Heart                                                                                   |
| American Defense Service Medal                       | American Defense Service Medal | American Defense Service Medal | American Campaign Medal  | American Campaign Medal  | American Campaign Medal  | European-African-Middle Eastern Campaign Medal Avec une pointe de flèche et trois Service star | European-African-Middle Eastern Campaign Medal Avec une pointe de flèche et trois Service star | European-African-Middle Eastern Campaign Medal Avec une pointe de flèche et trois Service star |
| World War II Victory Medal                           | World War II Victory Medal     | World War II Victory Medal     | Army of Occupation Medal | Army of Occupation Medal | Army of Occupation Medal | Croix de guerre 1939-1945 Avec palme                                                           | Croix de guerre 1939-1945 Avec palme                                                           | Croix de guerre 1939-1945 Avec palme                                                           |
| Médaille de la France libérée                        |                                |                                |                          |                          |                          |                                                                                                |                                                                                                |                                                                                                |
| Parachutist Badge Avec deux étoiles                  |                                |                                |                          |                          |                          |                                                                                                |                                                                                                |                                                                                                |
| Presidential Unit Citation Avec une feuille de chêne |                                |                                |                          |                          |                          |                                                                                                |                                                                                                |                                                                                                |

## Hommages
Lynn Compton est représenté dans la série Band of Brothers où il est interprété par Neal McDonough.

## Publications
- (en) Call of Duty : My Life Before, During and After the Band of Brothers, Berkley Hardcover, 2008, 275 p. (ISBN 978-0-425-21970-6).